# Piana Crixia
Piana Crixia är en ort och kommun i provinsen Savona i regionen Ligurien i Italien. Kommunen hade 806 invånare (2018).